# レジーン・ヴェラスケス
レジーン・ヴェラスケス(Regina Encarnacion Ansong Velasquez、1970年4月22日 - )は、フィリピンの国民的歌手、女優の一人である。

## 来歴
1970年
マニラの北東地区・トンドで生まれた。
1987年
Viva Recordsより、1st.オリジナルアルバム『Regine』で歌手デビュー。
1989年
香港で行われた「アジア太平洋ソング・フェスティバル」で最優秀賞を獲得。
1991年
カーネギーホールのメインホールで、フィリピン人として初めてのソロコンサートを開催。
1993年
5th.オリジナルアルバム『Reason Enough』に収録した、日本のシンガーソングライター・崎谷健次郎の12th.シングル「涙が君を忘れない」をタガログ語バージョンでカヴァーした「Babalik Kang Muli」がヒット曲となった。以後、マーティン・ニーベラらがカヴァーするほど国民的人気曲となった。
1995年
『吉野ヶ里フェスタ'95』に参加。西田ひかるらと共演する。
1996年
『1996 Asia Live Dream Event in Tokyo』に参加。ジャッキー・チュンらと共演する。
2002年
『AUTUMN BREEZE 2002』と題して訪日初コンサートツアーを開催する。
2010年
12月22日に結婚。夫はシンガーソングライターで、コメディアン・俳優のオギー・アルカシッド（Ogie Alcasid）である。

## 歌手活動

### イベント・コンサート
訪日したイベント
- 『吉野ヶ里フェスタ'95』（1995年）
  - 歌唱曲は、「Follow The Sun」「Sana'y Maulit Muli」「What Kind Of Fool Am I」「時の流れに身をまかせ（I only care about you flowing with time）」。
  - 西田ひかる、マレーシアのファウジア・ラティフ（Fauziah Latiff、タイのアムとともに歌唱した。
- 『1996 Asia Live Dream Event in Tokyo』（1996年）
  - 歌唱曲は、「MY LOVE EMOTION」「In Love With You」。
  - 2曲を披露。2曲目はジャッキー・チュンとデュエットし、この模様はNHKにて放映された。

訪日したコンサート
- 『AUTUMN BREEZE 2002』（2002年）
  - ジャヤ（JAYA）との共演。10月14日、東京・中野サンプラザ、10月18日、名古屋・愛知厚生年金会館、10月20日、浜松・ACT CITYホールで開催した。

## ディスコグラフィー

### アルバム
1. 1987年 『Regine』
2. 1990年 『Nineteen '90』
3. 1990年 『Special Edition』
4. 1991年 『Tagala Talaga』
5. 1993年 『Reason Enough』（「Babalik Kang Muli」収録。）
6. 1994年 『Special Collector's Edition』
7. 1994年 『Listen Without Prejudice』（日本版：レジーン『ラヴ・ウィズ・ユ－』として発表。）
8. 1995年 『My Love Emotion』（日本版：レジーン『マイ・ラヴ・エモーション』として発表。）
9. 1996年 『Love Was Born on Christmas Day』
10. 1996年 『Retro』
11. 1998年 『Very Special』
12. 1998年 『Drawn』
13. 1999年 『R2K』
14. 2000年 『Unsolo』
15. 2000年 『Regine Live: Songbird Sings the Classics』
16. 2001年 『Reigne』
17. 2002年 『Regine Velasquez: Greatest Hits』
18. 2004年 『The Songbird and the Songwriter(with Ogie Alcasid)』
19. 2004年 『Platinum Collection』
20. 2004年 『Covers Vol. 1』
21. 2004年 『Two of a Kind(with Ogie Alcasid)』
22. 2005年 『Duets』
23. 2006年 『Covers Vol. 2 VIVA』
24. 2006年 『Silver Series: Greatest Hits』
25. 2006年 『Silver Series: Movie Theme Songs』
26. 2006年 『Silver Series: Duets』
27. 2008年 『Low Key』
28. 2009年 『18 Greatest Hits』
29. 2009年 『Memories of an Inspired Songbird』
30. 2010年 『Fantasy』
31. 2010年 『Ogie and Regine: Ever After』
32. 2010年 『Magpakailanman』
33. 2012年 『OPM Side By Side Hits of Regine Velasquez & Ogie Alcasid』
34. 2012年 『Total Recall』
35. 2013年 『Hulog Ka Ng Langit』